# 1999 XS35
1999 XS35 è un asteroide dall'orbita estremamente eccentrica, simile a una cometa, tanto da fargli attraversare le orbite di ben 6 degli 8 pianeti del sistema solare; la sua orbita si estende dall'interno dell'orbita della Terra fino ad oltre l'orbita di Nettuno (e di Plutone).
È stato il primo asteroide damocloide geosecante ad essere scoperto.

## Passaggi ravvicinati
Nell'ottobre del 1999, l'asteroide passò dal perielio della sua orbita, un punto molto vicino all'orbita terrestre. Il mese successivo raggiunse la sua minima distanza con la terra di circa 6,7 milioni di chilometri, permettendone l'osservazione e la scoperta a dicembre.

## Classificazione
L'asteroide rientra sia nella classe dei damocloidi che negli oggetti near-Earth. L'albedo non è stata ancora stimata, quindi non è possibile conoscere la massa dell'oggetto. L'asteroide, pur passando relativamente vicino alla terra, non è classificato come oggetto potenzialmente pericoloso.